# (20155) Utewindolf
(20155) Utewindolf est un astéroïde de la ceinture principale.

## Description
(20155) Utewindolf est un astéroïde de la ceinture principale. Il fut découvert le 13 octobre 1996 à Prescott (Arizona) par Paul G. Comba. Il présente une orbite caractérisée par un demi-grand axe de 2,35 UA, une excentricité de 0,24 et une inclinaison de 2,2° par rapport à l'écliptique.

## Compléments